# Lăcusteni (gmina)
Lăcusteni – gmina w Rumunii, w okręgu Vâlcea. Obejmuje miejscowości Contea, Gănești, Lăcustenii de Jos, Lăcustenii de Sus i Lăcusteni. W 2011 roku liczyła 1477 mieszkańców.